# Торроме, Горацио
Горацио Тертулиано Торроме́ (исп. Horatio Tertuliano Torromé), также известный как Генри Торроме́ (англ. Henri Torromé) (1861 год, Рио-де-Жанейро, Бразилия — 16 сентября 1920 года, Лондон, Великобритания) — британский и аргентинский фигурист. Двукратный чемпион Великобритании в одиночном катании. Участник первых соревнований по фигурному катанию на Олимпийских играх (летняя Олимпиада 1908 года). Единственный аргентинский фигурист в истории, участвовавший в Олимпиадах. Он также до 2014 года оставался единственным фигуристом, представляющим Южную Америку на Олимпийских играх, а до 1988 года — и Латинскую Америку.

## Биография
Отец Генри Торроме был из Аргентины, а мать — из Бразилии. Семья Торроме переехала из Рио-де-Жанейро в Лондон вскоре после рождения сына. Франциско Торроме, отец спортсмена, был богатым импортёром чая и кофе, а также был известен как живописец.
В 42 года Генри Торроме был вторым вслед за Медж Сайерс, на самом первом чемпионате Великобритании по фигурному катанию 1903 года (в те годы соревнования среди мужчин и женщин проводились совместно). В 1905 и 1906 годах Торроме был победителем национальных чемпионатов. Ещё раньше, в 1902 году, Торроме катался под британским флагом на чемпионате мира, где занял последнее место среди четырёх участников.
На первых в истории Олимпийских игр соревнованиях по фигурному катанию в 1908 году, проходивших в Лондоне, Генри Торроме решил представлять родину отца — Аргентину, хотя ему и предлагали быть в команде Великобритании. На соревнованиях он стал последним из 7 фигуристов, которые финишировали.
Одновременно Генри Торроме был судьёй в соревнованиях в парном катании на той же Олимпиаде (в судейской бригаде Г. Торроме представлял Великобританию), а впоследствии входил в судейскую бригаду чемпионата мира 1912 года в Манчестере.